# ساعت آبی (ایندیاناپولیس)
ساعت آبی (انگلیسی: Water clock) که به عنوان ساعت آبی غول‌پیکر نیز شناخته می‌شود، در مجموعه دایمی موزه کودکان در ایندیاناپولیس واقع در ایالت ایندیانا، ایالات‌متحده آمریکا قرار دارد. این تالار در دهلیز بزرگ قرار دارد و در مجاورت پلکان بزرگ قرار دارد که به طبقه دوم منتهی می‌شود. آن توسط دانشمند فرانسوی و برنارد گیتون در سال ۱۹۸۸ ایجاد شد، همان سالی که موزه آن را به دست آورد.
این ساعت آبی یک وسیله هنری ۲۶٫۵ فوتی (۸٫۱ میلیون متر) و بزرگ‌ترین ساعت آبی در آمریکای شمالی است.

## شرح
این ساعت آبی که توسط شیمیدان فرانسوی و برنارد گیتون ساخته شده‌است اندازه ای تقریباً ۳۰ فوت (۹٫۱ متر) است و از بیش از ۴۰ قطعه شیشه‌ای و ۱۰۰ قطعه فلزی ساخته شده‌است. چراغ‌های روی ساعت آبی، سبز روشن هستند و آب به رنگ آبی رنگی است. ساعت ساخته‌شده از شیشه، فولاد و ۷۰ گالن (۲۶۰ لیتر) محلول آب دیونیزه (آب دیونیزه)، متیل الکل و رنگ رنگ‌آمیزی است.
این دستگاه در فرانسه مونتاژ شد تا مطمئن شود که کار می‌کند و سپس به ایندیاناپولیس بازمی‌گردد. این بار بیش از دو هفته در موزه کودکان گرد هم آمده بود.

### طرز کار
عملاً، این ساعت آبی متشکل از چهار زیر سیستم است: یک نوسان‌ساز فرکانس (آونگ)، یک تقسیم‌کننده فرکانس، یک شمارنده فرکانس (دیسک نرم) و یک شمارنده دور (ساعت). آب از پمپ در زیرزمین، درست زیر ساعت، از طریق لوله که از وسط ساعت به مخزن بالا می‌رود، پمپ می‌شود. سپس آب چکه می‌کند و روی یک قاشق بزرگ در بالای آن چکه می‌کند، که به رنگ سبز و نوسان دار متصل است.

## نگهداری
این ساعت آبی دو پمپ در زیرزمین دارد - کسی که ساعت کار را نگه می‌دارد، و یک پشتیبان در صورتی که برای اولین بار با شکستن مواجه شود. ۷۰ گالن (۲۶۰ لیتر) سیال در ساعت آب خالص نیست. این آب از آب دیونیزه تهیه شد (برای نگه داشتن آن به‌طور الکتریکی رسانای الکتریکی)، رنگ کردن (برای به کار انداختن آب آسان‌تر) و متیل الکل (برای جلوگیری از رشد باکتری در ساعت). رنگ آب را می‌توان با توقف ساعت، تخلیه آب و تعویض آن با آب جدید تغییر داد.

## هنرمند
ساعت آبی توسط برنارد گیتون، شیمیدان فرانسوی و هنرمندی که آن دو مطالعه را با ایجاد ساعت‌های آبی، ماشین‌حساب آب، فواره‌ها و چیزهای دیگر از هنر و علوم ترکیب می‌کند، ایجاد شد. برنارد شروع به ساختن چیزهایی از علوم هنری در سال ۱۹۷۹، در سن ۴۳ سالگی کرد، زمانی که دنیای علوم تحقیقی را برای خلق هنر علمی ترک کرد.